# Zawitne (obwód doniecki)
Zawitne (ukr. Завітне) – wieś na Ukrainie, w obwodzie donieckim, w rejonie pokrowskim, w hromadzie Nowohrodiwka. W 2001 liczyła 308 mieszkańców, głównie rosyjskojęzycznych.